# Johannes-Müller-Kamm
Der Johannes-Müller-Kamm ist ein einem Gebirgskamm ähnelnder Nunatak mit einer Höhe von 2620 m im ostantarktischen Königin-Maud-Land. Er ragt im südöstlichen Ausläufer der Filchnerberge in der Orvinfjella auf.
Entdeckt und benannt wurde es bei der Deutschen Antarktischen Expedition 1938/39 unter der Leitung des Polarforschers Alfred Ritscher. Namensgeber ist Johannes Müller († 1941), Zweiter Offizier zuständig für Navigation an Bord der Deutschland bei der Zweiten Deutschen Antarktisexpedition (1911–1912) unter der Leitung Wilhelm Filchners. Eine neuerliche Kartierung erfolgte im Zuge der Dritten Norwegischen Antarktisexpedition (1956–1960).